# 喬·祖馬亞
喬·馬汀·祖馬亞 (Joel Martin Zumaya，1984年11月9日生於加州丘勒維斯塔)曾是美國職棒大聯盟底特律老虎隊的一名中繼投手，也曾經是大聯盟球速最快紀錄保持人(104.8mph)(此記錄在2010年被古巴籍投手阿羅魯迪斯·查普曼打破(105.1mph)。

## 職業生涯
祖馬亞2002年選秀會被老虎在第11輪第320順位選進，本來以先發為主，後來轉為牛棚投手，經過3年磨練於2006年登上大聯盟，8月對雙城的比賽投出104英哩(約167公里)的球速。於當年某一場比賽，祖馬亞於第7局登板，面臨2出局滿壘，領先3分的情況，投出二次快達104英里的速球，不料被打者Ken Griffey J.R. 擊成了逆轉的滿貫全壘打。同年老虎隊晉級季後賽，到美聯冠軍賽期間卻缺席三場比賽，後來總經理鄧布羅斯基(Dave Dombrowski)表示，他是玩「吉他英雄」造成手肘受傷才缺席。2010年6月29日對雙城，因手肘骨折，自此開始與傷病搏鬥，從大聯盟消失3年。2012年轉至雙城隊，但傷勢未見起色，3月底遭釋出。2014年2月決定退休。大聯盟生涯總計出賽171場，戰績13勝12敗61中繼5救援，防禦率3.05。

## 關於祖馬亞言論
- 「如果你之前從沒看過喬·祖馬亞，該準備好囉，這小子會讓你知道什麼叫做厲害。」– 喬·巴克

- 「不公平,一點兒也不公平!」– 福斯體育網球評羅德艾倫,當時祖馬亞連續飆出5記超過時速100哩的快速球之後突然換檔來了1記變化球,三振了安納罕天使的弗拉迪米爾·葛雷諾。

- ESPN雜誌寫道:「在紐約布朗克斯區(洋基主場所在地)的美聯分區冠軍賽當中,祖馬亞奮力投球的結果使得艾力士·羅德里奎茲說:『我從頭到尾根本看不到球。』」

## 外部連結
- 球員資訊和成績在MLB，ESPN，Baseball-Reference，Fangraphs，The Baseball Cube（英文）